# وحيد سيف
وحيد سيف (20 مارس 1939 - 19 يناير 2013)، ممثل مصري.

## عن حياته
انضم وهو شاب إلى الفرقة التمثيلية في الإسكندرية ثم حصل على ليسانس الآداب قسم تاريخ، أثناء دراسته في الجامعة شارك في عده مسرحيات أهمها شكسبير، حسن ومرقص وكوهين، ومع مسرح الريحاني قدم مسرحية إنهم يدخلون الجنة، وكانت اخر اعماله الفنية المسلسل زيزو 900.[بحاجة لمصدر]

### حياته الأسرية
تزوج على مدار حياته أربعة مرات، أول زوجاتها الفنانة ألفت سكر، وكانت آخر زوجاته "خلود شهادة" (26 أكتوبر 1994 - 19 يناير 2013)، له من الأبناء: أشرف سيف وإيمان وإيناس.

### في المسرح والتلفاز
تألق في العمل المسرحي والتلفزيوني حيث له عده مسرحيات أهمها مسرحية روبابيكيا، عازب و3 عوانس مع الفنان صلاح ذو الفقار ومسرحية دول عصابه يا بابا مع الفنان محمد نجم و مسرحية قشطة وعسل، شارع محمد علي مع فريد شوقي، كانت غالبا ماتتميز أدواره بخفة الظل الواضحة حتى أصبح أحد أشهر نجوم الكوميديا في مصر.

## أعماله

### أفلام
| - أشرف حرامي:2008-دراتيللو - الزمهلوية:2008 - اثنين على الرصيف:2007-اللواء المرجوشى - الفرقة 16 إجرام:2006 - عبده مواسم:2006-زكى - السيد أبو العربي وصل:2005-زغلول الحاج - جاي في السريع:2005-البيهبيسى - سيد العاطفي:2005-صلاح الجمال - علي سبايسي:2005-كارم حمدي - أشتاتا أشتوت:2004-متولى المنصورى - كيمو وأنتيمو:2004-خليل - عايز حقي:2003-رئيس الوزراء - قصاقيص العشاق:2003-سمو الأمير الشيخ سالم بن سالم - محامي خلع:2002-عسكر المحامي - إتفرج يا سلام:2001-حمودة - إحنا أصحاب المطار:2001-محروس الشريف - نحب عيشة الحرية:2001-تبكي باشا - الكاشي ماشي (المضيفات الثلاثة):2000-تايجر (صبحي حسين) - الأنثى والدبور:1998-مُرتضى - اغتيال فاتن توفيق:1995-منصور - ضربة جزاء:1995-شفيق محامي سيد العتر - إنتقام إمرأة:1994 - الشطار:1993-ياقوت الصايغ - اللعب مع الأشرار:1993-كروان - طريق الشيطان:1993-أبو فروة - مطاردة في الممنوع:1993-بهجت حمدي - الحب المر:1992-عبود الكوع - العملة النادرة:1992-غريب - المجنونة والحب:1992-مصطفى - آه .. وآه من شربات:1992-سيد الكويس - دنيا عبدالجبار:1992-شبل - سمارة الأمير:1992-مأمون الفرماوي - إلا أمي:1991-عم بسمه - الكابتن وصل:1991-سيد - زمن الجدعان:1991-غباشي (الحلاق) - الأسطى محروس:1990-عبدو - الخادم:1990-مغاوري - الطيب والشرس والوحش:1990-شفطوره/شلضومه/شوشو - اللص:1990-سرسق - امرأة ضلت الطريق:1990-عادل - سلم لي على سوسو:1990-سمير - الحقونا:1989-خشبة - الصعايدة جم:1989-عباس - عائلة مشاغبة جدًا:1989-سلامة - الشاويش حسن:1988-البرنس - المجنون:1988-شاكر - المشاغب ستة:1988-زيزو - أنا والعذاب.. وهواك:1988-صاحب عيد الميلاد - شباب لكل الأجيال:1988-عرفة - قاهر الفرسان:1988-فارس - ليلة القبض على بكيزة وزغلول:1988-شؤوب القنطاوي | - الرجل الصعيدي:1987-عثمان عبده - الرجل يحب مرتين:1987-أحمد - المرأة الحديدية:1987-بيومي عطية - بنات حارتنا:1987-الخواجه يورغو - عبقري على ورقة دمغة:1987-ماركوس - موعد مع القدر:1987 - وصية رجل مجنون:1987-عبده - الاختلاط ممنوع:1986-بسطاويسي - الضائعة:1986-عزوز أبو المكارم - القطار:1986-عزمى البخيل - الكومندان:1986 - الوزير جاي:1986-المدير العام جعدار - سري للغاية:1986 - فقراء ولكن سعداء:1986-شوقي - ملف في الآداب:1986-سيد النونو - منزل العائلة المسمومة:1986-مدبولي - تل العقارب:1985-سعدون - حكاية في كلمتين:1985-سايكو - رمضان فوق البركان:1985-بشبيشي الساعي - لست مجرماً:1985-مرزوق الواقع - وتضحك الأقدار:1985 - 2 على الطريق:1984-زغلول - الأشقياء:1984-توفيق - التخشيبة:1984-عبد المعطي - السطوح:1984-عطيه - الشيطان يغني:1984-جلاّب - النصابين:1984-عزيز - امراة في السجن:1984-نوفل برعى نوفل - أنا إللي أستاهل:1984-بسيوني - بنات إبليس:1984-دعشوش - طابونة حمزة:1984-إبراهيم - كله تمام:1984-صلاح وجدى - مطلوب حياً أو ميتاً:1984-حامد صبرى الدسوقى - أسوار المدابغ:1983-حسيب - الراجل اللي باع الشمس:1983-سيد - المتسول:1983-الدكتور جمعة - عالم وعالمة:1983-عباس كيره - مسعود سعيد ليه:1983-سفروت - الحل اسمه نظيرة:1982 - تجيبها كده تجيلها كده هي كده:1982-حمدي - خمسة في الجحيم:1982-يوسف - سواق الأتوبيس:1982-البرنس - عروسة وجوز عرسان:1982 - غريب في بيتي:1982-فرج - ليال:1982-عبده دسكو - مخيمر دايما جاهز:1982 - وكالة البلح:1982-المعلم رياض الضبش - 4-2-4:1981-جلال مدرب الفريق - بياضة:1981 - ليلة شتاء دافئة:1981 - الإخوة الغرباء:1980-بيومي | - الحب وحده لا يكفي:1980-لمعي - تحدي الأقوياء:1980-فاعل الخير - لست شيطانا ولا ملاكا:1980-رزق - ليلة بكى فيها القمر:1980 - الأيدي القذرة:1979-فتوح - الرقص على أنغام البارود:1979-القاتل - خلي بالك من جيرانك:1979-إبراهيم أفندي - أحلى أيام العمر:1978 - البنت اللي قالت لا:1978-عبدالله - انتبهوا أيها السادة:1978-صاحب دار النشر - أولاد الحلال:1978-عزيز - بنت غير كل البنات:1978-عزيز - رجب فوق صفيح ساخن:1978-أبو دومه - شفيقة ومتولي:1978-بائع المصوغات في المولد - ألف بوسة وبوسة:1977-كاظم - المرايات:1977 - بص شوف سكر بتعمل ايه:1977-مخرج الاستعراض - كباريه الحياة:1977 - من أجل الحياة:1977-هتلر - أخواته البنات:1976-حنفي - الدموع الساخنة:1976-فيريلا - المذنبون:1976-سامي الجعر - رحلة الأيام:1976-مدرب الفرقة - شلة الأنس:1976-المكوجى - وبالوالدين إحسانا:1976-أمين - وعادت الحياة:1976-صلاح - احترسي من الرجال يا ماما:1975-البواب - أريد حلاً:1975-عبّاس - الحفيد:1975-مصطفى - الخدعة الخفية:1975-المرشد السياحي - الكرنك:1975-حلال الكلمات المتقاطعة - الملكة وأنا:1975-خلف - سؤال في الحب:1975-موظف إستقبال بانسيون كاپرى - صائد النساء:1975-سيد أبو جلامبو - مجانين بالوراثة:1975-عزب - ممنوع في ليلة الدخلة:1975-الدكتور - مين يقدر على عزيزة:1975-الصيدلى - ومضى قطار العمر:1975-سيد البرنس - الأبرياء:1974-عمرو الحمار - رحلة العجائب:1974 - عريس الهنا:1974-عبدالعاطي رع - لعنة امرأة:1974-سيد - السكرية:1973-خادم مصطفي النحاس - المخادعون:1973 - عاشق الروح:1973-سمير - خلي بالك من زوزو:1972-شرابي - زوجتي والكلب:1971 - مقعد بجوار الشيطان:1970 - صباح الخير يا زوجتي العزيزة:1969 - المحضر |

### مسلسلات
| - بدر وبدرية:2010 - أحلام نبيلة:2009 - الاخوه كرامه عوف:2009 - حكاية عائلة توتو:2009 - زيزو 900:2009 - دموع في حضن الجبل:2008 - شريف ونص ج1:2008 - قمر:2008 - بنات عمري:2007-جلال المشد - دنيا:2007 - عائلة مجنونة جداً:2007-عبد الفتاح أبو طحة - الدنيا ريشة في هوا:2006 - أولاد الشوارع:2006-زوج راوية - توتو وبيجامة:2006-ضيف شرف - ومضى العمر يا ولدي:2006 - ومضى عمري الأول:2006 - لما يعدي النهار:2005 - ورد النيل:2005 - قلب النهار:2004 | - بياع المواويل:2003 - صاحبك من بختك:2003-الدكتور برهان - نجوم الظهر:2003 - اجري ..اجري ..اجري:2002 - مارينا مارينا:2002 - تلاميذ آخر زمن:2001 - هو صحيح الهوى غلاب:2001 - أزعرينا:2000 - حديقة الشر:2000-مسعود - صيف ساخن جدا:2000 - قط وفار فايف ستار:2000 - مرات جوزي:2000-عبدو - أسعد زوج في العالم:1999-سعيد - سامحوني ماكنش قصدي:1999-د. أبو الحديد الشافعي - شفيقة وسرها الباتع:1999 - لعبة كل يوم:1999 - وهزمتني امرأة:1998 - عباسية واحد:1997-عرفة - أبو العلا ٩٠:1996-مراد البلقاسي | - أحلام فستق:1996-محبوب - الحفار:1996-منتج - سر اللعبة:1996 - على باب الوزير:1995-حلاوة العنتبلي - لو حصل العكس:1995 - الدنيا حظوظ (لا للزوجات):1994-أبو عزمي - أم هلال في القاهرة:1994-حسنين - كوبري الأحلام:1994 - هالة والدراويش:1994 - لعبة الفنجري:1993-الفنجري - المال والبنون ج1، 2:19,921,995-علي لوز - في المرآة:1992-نعمان المكارى - ليلى زمانها جايه:1992-ماهر (زكي المزيّف) - مبروك ألف مبروك:1992 - البريمو:1991 - النوّة:1991-فتحي سأسأ - أحلام في الهواء:1990 - حضرات السادة الكدّابين:1990 - لؤلؤ وأصداف:1989-صفوت المعلاوي | - ناس وناس ج1، 2:1989-كمبورة - هاربات من الماضي:1989 - وكسبنا القضية:1987-حسونة المحامي - الخديعة:1986 - أولاد آدم:1986-فضالي الفل - حواديت كل يوم:1986 - رحلة السيد أبو العلا البشري:1986-مراد البلقاسي - عطش السنين:1986-عزوز - دنيا:1985 - رجل بلا ماضي:1982 - ايام لا تضيع:1980 - أيام الشقاوة:1977 - لا شيء يهم:1977 - الهاربان:1976 - القضبان:1974 - العنكبوت:1973-ساريبسي - أغرب القضايا-اذاعي قضية مقتل مختار + قضية برعي - أين حبي - دع كل شيء لشلبي |

### مسرحيات
| - ربنا يخلى جمعة:2004 - حلو الكلام:2000 - قشطة وعسل:1997 - كعب عالي:1996 - الدبابير:1994 - هالو كايرو:1994- فتحي كعب الباب / عدة أدوار - جوازه سعيده:1993- سليمان - ولا في الاحلام:1993 - بابانا عاوز كده:1992 - الحرامية أهم:1991 - أنا عايزه مليونير:1991 - شارع محمد علي:1991- عجوة - أحلى مقلب في حياتي:1990 - البحث عن وظيفة:1990- رضا - البحر بيضحك ليه:1990 - شغال آخر زمن:1990 - صباح الخير بالليل:1990 - عفواً زوجتي العزيزة:1990 - بولوتيكا:1989 - زيارة خاصة جدا:1989 - عصفور و دبور:1989- دبور | - فناتك:1989- المخرج توفيق - عايز اتجوزك:1987 - عسل و سكر:1987 - عصفور عقله طار:1987 - فندق العجائب:1987 - مين يقدر على ريم:1987 - وش السعد:1987 - افتح المحضر:1986 - السنيورة تكسب:1985 - القشاش:1985 - عمدة الحلاقين:1985 - الصغيرة:1982 - دول عصابة يا بابا:1982 - تذكرة للجنه:1981 - شعبان فوق بركان:1981 - لك يوم يا زوربا:1981 - إحنا إللي خرمنا التعريفة:1980 - دبابيس:1980 - عريس بالكريمة:1980- سلامة بيه - قانون الحب:1980- مخيمر - الجوكر:1979- شوكت | - ربع دستة أشرار:1979 - واحد مش من هنا:1978 - لعبة اسمها الحب:1974 - الهلفوت:1973 - عازب و٣ عوانس:1972 - الملوك يدخلون القرية:1971 - حضرة صاحب العمارة:1970 - روبابيكيا:1967 - عفريت الست شوقية:1966 - إحنا اللي خطفناها - أكابر أكابر - البيه السباك - الزنقة- منظر - الساهي (الساهي واللومانجي)- شفيق - السعد وعد - العانسة والصعلوك - اللي عايزني يجيني - المتشردة - المديرة والبوسطجي - النسانيس- علام خليل أبو حطب - أنا والحكومة | - انت المطلوب - أهلا بكم في السجن - بختك يا بوبخيت - حب حتى السجن - حكاية الواد عباس - حكاية كل صيف - زوج على نار هادئة - شريف رغم أنفه - صدق او لا تصدق - طالع نازل - طب ليه - ليلة جواز الشغالة - مجانين بالجملة - مجانين فوق العادة - محدش يقدر عليهم - محدش يكلم لولو - ناس لها بخت - ناس ما يناموش بدري - وحيد عصره - وشك حلو |

### أخرى
| - عرباوي:2002 - روايح:2001 - الخطوة الثالثة:1998-عرفة - كنز الكنوز:1996 - أرملة على جناح وردة:1992 - أريد عريسًا:1987 - حب وتخشيبة:1987-بدوي - الفن لأصحابه:1985 - قطار العمر السريع:1985 - أشياء لا تباع:1983 - بماذا تشتري النقود:1983-هلال | - على باب الوزير:1981-دنداني - الأصابع الثلاثة:1973 - عودة ريا وسكينة:1972 - فوازير ثلاثي أضواء المسرح:1968 - احتلال - أرملة في مصيدة - اعقل يا عمدة - الحب كما أعرفه - الدنيا صغيرة جدا-الأسطى حنفي - الرجل المناسب - الكنز | - انتظر لا تقتلني-سمير - جراح عميقة - حد الهاوية - حضرة العمدة - رد اعتبار - سلف ودين - شيء من الرومانسية - عاشق المال - ماكنش العشم - نص عمر - أخواته البنات:1976-غناء |

### ضيف برامج
| - حيلهم بينهم من الآخر:2010 - نجومنا في اليابان:2003 - ساعة صفا:1997 - منكم وإليكم والسلام عليكم ج2:1995 - آخر الكلام:1994 | - سهر الليالي:1988 - شريط فيديو مع النجوم:1986 - لا تفهمونا غلط - نجم على الهوا |

## البرامج
- طبق النجوم.

## روابط خارجية
- وحيد سيف على موقع IMDb (الإنجليزية)
- وحيد سيف على موقع الدهليز
- وحيد سيف على موقع قاعدة بيانات الأفلام العربية
- وحيد سيف على موقع ديسكوغز (الإنجليزية)
- وحيد سيف على موقع قاعدة بيانات الفيلم (الإنجليزية)